# ضمان اجتماعي (الولايات المتحدة)

شعار مسؤول الضمان الاجتماعي الأمريكي

يُستخدم مصطلح الضمان الاجتماعي، في الولايات المتحدة، على نحو شائع لوصف برنامج التأمين الفيدرالي للشيخوخة، والناجين من المحن والحوادث، والمعاقين، وتديره إدارة الضمان الاجتماعي. سُن قانون الضمان الاجتماعي الأساسي عام 1935، وتشمل الصيغة الحالية للقانون، بصيغته المعدلة، عدة برامج للرعاية الاجتماعية والضمان الاجتماعي.
بلغ المتوسط الشهري لاستحقاقات الضمان الاجتماعي في ديسمبر 2019 ما قدره 1,382 دولار. بلغت التكلفة الإجمالية للبرنامج عام 2019 نحو 1,059 تريليون دولار أو ما يقارب 5% من الناتج المحلي الإجمالي للولايات المتحدة لعام 2019.
يُمول الضمان الاجتماعي بالأساس من خلال ضرائب على الدخل تُسمى ضريبة قانون اشتراكات التأمين الفيدرالي أو ضريبة قانون مساهمات الموظفين المستقلين. تخضع الأجور والدخل الشهري لضريبة الضمان الاجتماعي على الدخل حتى مبلغ يحدده القانون (انظر جدول معدل الضريبة أدناه). لا تخضع الأجور وإيرادات الرواتب التي تزيد عن هذا المبلغ للضريبة. بلغ الحد الأقصى لمبلغ الإيرادات الخاضعة للضريبة، في عام 2022، 147,000 دولار.
يكاد الضمان الاجتماعي أن يكون شاملًا، إذ يبلغ عدد المستفيدين منه نحو 94% من الأفراد العاملين بأجر في الولايات المتحدة. لكن لا يزال نحو 6.6 مليون من عمال الولايات والحكومات المحلية في الولايات المتحدة، أو 28% من جميع العاملين بحكومات الولايات والعمال المحليين، غير مشمولين بالضمان الاجتماعي بل بخطط المعاشات التقاعدية التي تعمل على مستوى الولاية أو المستوى المحلي.
تحصل دائرة الإيرادات الداخلية ضرائب الضمان الاجتماعي المفروضة على الدخل، وُيعهد بها رسميًا إلى الصندوق الائتماني الفيدرالي للتأمين على المسنين والناجين من المحن والحوادث، وإلى الصندوق الائتماني الفيدرالي للتأمين على الإعاقة، وهما صندوقا الضمان الاجتماعي. تجاوزت إيرادات الضمان الاجتماعي مصروفاته بين عامي 1983 و 2009 ما زاد من أرصدة الصناديق الائتمانية. لكن من المتوقع أن يتسبب تقاعد جيل طفرة المواليد في الإخلال بالتوازنات. يُتوقع أن تنفد، في حال عدم إجراء تغييرات تشريعية، احتياطيات الصندوق الائتماني الفيدرالي للتأمين على المسنين والناجين في عام 2034، واحتياطيات الصندوق الائتماني الفيدرالي للتأمين على الإعاقة عام 2065. ستكفي الضريبة على الدخل والإيرادات الأخرى، إذا ما حدث ذلك، دفع مخصصات 76% من مستفيدي الصندوق الائتماني الفيدرالي للتأمين على كبار السن والناجين، وذلك بدءًا من العام 2035، ودفع مخصصات 92% من مستفيدي الصندوق الائتماني الفيدرالي للتأمين على المعاقين بدءًا من العام 2065.
لدى جميع المقيمين القانونيين، الذين يعملون في الولايات المتحدة، مع استثناءات قليلة، رقم ضمان اجتماعي خاص بهم.

## الاقتصاد العام

### المستلمون الحاليون
أشار التقرير السنوي لعام 2011 الصادر عن مجلس أمناء البرنامج إلى ما يلي: تلقى 54 مليون شخص، في عام 2010، استحقاقات الضمان الاجتماعي، منهم 44 مليونًا يتلقون استحقاقات التقاعد و10 ملايين يتلقون استحقاقات العجز، في حين كان 157 مليون شخص يدفعون للصندوق. سيكون عدد المستفيدين، في عام 2011، 56 مليون شخص، وعدد من يدفع للصندوق 158 مليون شخص. بلغ مجموع الإيرادات، في عام 2010، 781.1 بليون دولار، وبلغ مجموع النفقات 712.5 بليون دولار، ما يعني زيادة صافي الأصول بمقدار 68.6 بليون دولار. بلغت الأصول، في عام 2010، 2.6 تريليون دولار، وهو ما كان من المتوقع أن يكون كافيًا لتغطية السنوات العشر المقبلة. من المتوقع، في عام 2023، ألا يغطي إجمالي الدخل والفوائد المكتسبة على الأصول نفقات الضمان الاجتماعي، لأن التحولات الديمغرافية تثقل كاهل النظام. ستكون نسبة المتقاعدين المحتملين إلى الأشخاص في سن العمل، بحلول عام 2035، نحو 37%، مع تواجد أقل من ثلاثة أشخاص من أصحاب الدخل لكل متقاعد من السكان. سينفد الصندوق الائتماني للضمان الاجتماعي، بهذا المعدل، بحلول عام 2036.